# ヴィクセン (映画会社)
ヴィクセン・スタジオ（Vixen Studio、通称：ヴィクセン）は、アメリカ合衆国カリフォルニア州ロサンゼルスにあるアダルトコンテンツを専門とするオンラインメディア制作会社。

## 概要
2014年、フランスの起業家でGLウェブ・メディア、ストライク3ホールディングス、ウェス・メドーズのCEOであるグレッグ・ランスキーによって設立された。ランスキーは、世間一般のアダルトビデオコンテンツより「芸術的」と見なされる、高品質のビデオを制作するために会社を設立したと語った。
ヴィクセン・プロダクション・スタジオは、Vixen、Tushy、Blacked、BlackedRaw、TushyRaw、Deeper、Slayed、Milfyの8つのオンライン・アダルト動画サイトを所有・運営している。当初はジュールス・ジョーダン・ビデオがヴィクセンのオリジナル作品の配給を担当していたが、2018年12月以降はパルス・ディストリビューションが担っている。
グレッグ・ランスキーは、2020年1月にヴィクセン・スタジオの株式を売却した。

## 法的措置
2017年、ヴィクセン・グループの所有者であるストライク3ホールディングスは、著作権で保護された動画をダウンロードし、それらをファイル共有ネットワークて配布した個人に対し、マンハッタン連邦裁判所に著作権侵害訴訟を起こした。ストライク3は、著作権侵害の容疑を「大規模に」広げ、IPアドレスで窃盗容疑者を特定した。訴訟は2018年に和解した。

## ヴィクセン・エンジェル
2016年8月以降、サイトでは「今月のヴィクセン・エンジェル」（Angel of the month）を選出している。

### ヴィクセン・エンジェル・オブ・ザ・マンス
| 年   | 1月                  | 2月                  | 3月                        | 4月                      |
| ---- | -------------------- | -------------------- | -------------------------- | ------------------------ |
| 2016 | —                    | —                    | —                          | —                        |
| 2017 | アーニャ・オルセン   | ケイシャ・グレイ     | エヴァ・ロヴィア           | ナタリア・スター         |
| 2018 | ニコール・アニストン | アベラ・デンジャー   | ジェッサ・ローズ           | ジェイダ・スティーヴンス |
| 2019 | ティアナ・トランプ   | リトル・カプリス     | アレックス・グレイ         | ミア・メラノ             |
| 2020 | ジャンナ・ディオール | —                    | —                          | —                        |
|      |                      |                      |                            |                          |
| 年   | 5月                  | 6月                  | 7月                        | 8月                      |
| 2016 | —                    | —                    | —                          | ケンドラ・サンダーランド |
| 2017 | アビゲイル・マック   | アンジェラ・ホワイト | ヴィッキー・チェイス       | アミア・マイリー         |
| 2018 | カーリー・グレイ     | ミア・楓・キャメロン | キラ・ノワール             | ジーナ・ヴァレンティナ   |
| 2019 | ソフィー・ディー     | —                    | —                          | —                        |
| 2020 | —                    | —                    | —                          | —                        |
|      |                      |                      |                            |                          |
| 年   | 9月                  | 10月                 | 11月                       | 12月                     |
| 2016 | オーガスト・エイムズ | アリアナ・マリー     | ミーガン・レイン           | アナ・フォックス         |
| 2017 | ユマ・ジョリー       | ライリー・リード     | ラナ・ローデス             | トーリ・ブラック         |
| 2018 | ブレット・ロッシ     | アリーナ・ロペス     | アドリアナ・チェチック     | アイヴィ・ウルフ         |
| 2019 | レラ・スター         | エミリー・ウィリス   | ライリー・スティール       | —                        |
| 2020 | —                    | —                    | スカーリット・スキャンダル | —                        |

### ヴィクセン・エンジェル・オブ・ザ・イヤー
また、ヴィクセンは毎年1月にエンジェル・オブ・ザ・イヤーを選出する。
| 2017                     | 2018             | 2019               | 2020             |
| ------------------------ | ---------------- | ------------------ | ---------------- |
| ケンドラ・サンダーランド | トーリ・ブラック | ティアナ・トランプ | アリアナ・マリー |

## 受賞とノミネーション
| 年   | 賞          | 結果       | 部門                                                       |
| ---- | ----------- | ---------- | ---------------------------------------------------------- |
| 2017 | AVNアワード | 受賞       | Best Marketing Campaign                                    |
| 2017 | AVNアワード | ノミネート | Best Marketing Campaign – Individual Project               |
| 2017 | AVNアワード | 受賞       | Best New Series                                            |
| 2017 | XBIZ賞      | 受賞       | Best New Studio/Line                                       |
| 2017 | XBIZ賞      | 受賞       | Adult Site of the Year — Video                             |
| 2017 | XRCO賞      | 受賞       | Best High-End Web Site                                     |
| 2018 | AVNアワード | 受賞       | Best Marketing Campaign – Company Image                    |
| 2018 | AVNアワード | ノミネート | Best Marketing Campaign - Individual Project (Vixen Angel) |
| 2018 | XBIZ賞      | 受賞       | Marketing Campaign of the Year (Vixen Angel)               |
| 2018 | XBIZ賞      | ノミネート | Paysite of the Year                                        |
| 2018 | XBIZ賞      | 受賞       | Studio of the Year（Tushy、Blackedと共に）                 |
| 2018 | XRCO賞      | 受賞       | Best High-End Web Site                                     |
| 2019 | XBIZ賞      | ノミネート | Paysite of the Year                                        |
| 2019 | XBIZ賞      | ノミネート | Studio of the Year（Tushy、Blackedと共に）                 |
| 2019 | XRCO賞      | ノミネート | Best Adult Web Site                                        |
| 2020 | XBIZ賞      | ノミネート | Studio Site of the Year                                    |
| 2020 | XBIZ賞      | ノミネート | Studio of the Year                                         |